# Souk Es Sabbaghine El Saghir

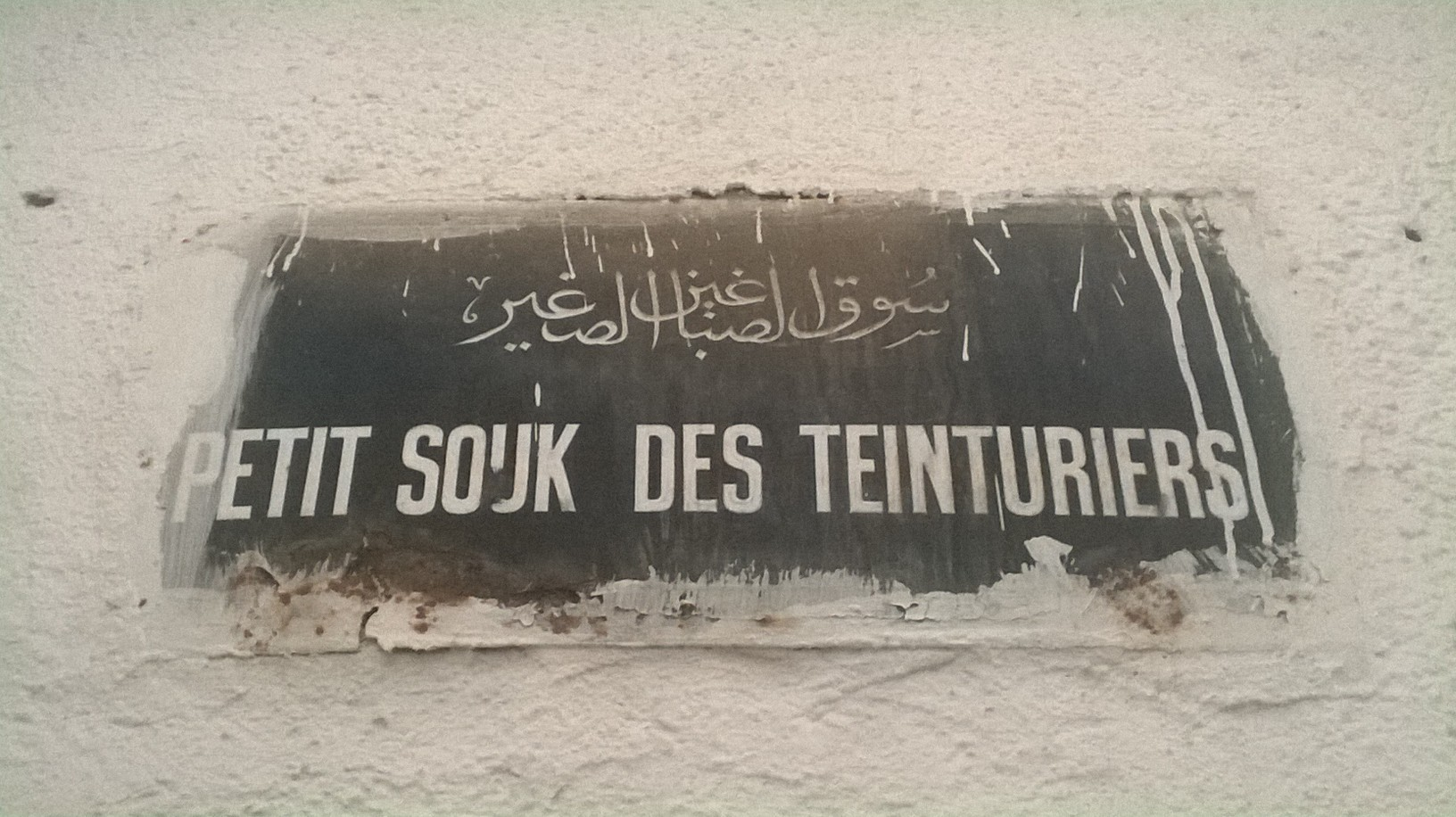
Plaque métallique indiquant le Petit souk des Teinturiers

Le souk Es Sabbaghine El Saghir (arabe : سوق الصباغين الصغير) ou Petit souk des Teinturiers est l'un des souks de la médina de Tunis, spécialisé dans la teinture.

## Étymologie

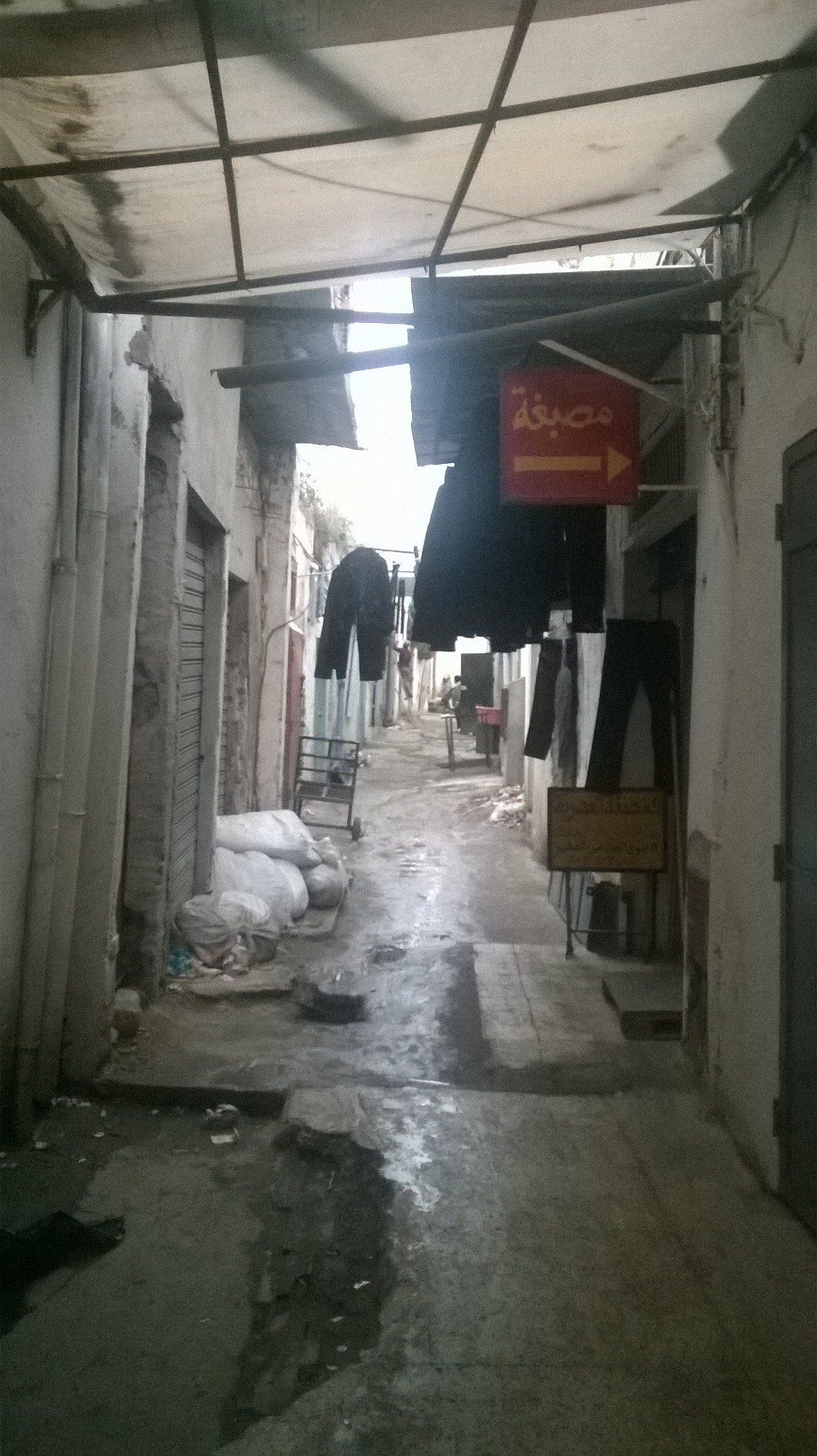
Vue du souk montrant une boutique de teinture

Il s'agit d'une ruelle du souk Es Sabbaghine, c'est pourquoi on l'appelle « Petit souk » par opposition au « Grand souk ».

## Localisation
Le souk relie le Grand souk à la rue Sidi Zahmoul.
Il est situé à la périphérie de la médina de Tunis, loin du centre constitué par la mosquée Zitouna car la teinture est considérée comme une activité trop polluante. 

## Historique
Peu d'informations sont disponibles sur celui-ci mais on le considère comme le résultat de l'expansion du souk Es Sabbaghine. Il abrite encore quelques boutiques de teinture.